# Bathman dal pianeta Eros
Bathman dal pianeta Eros è un film pornografico del 1982 diretto da Antonio D'Agostino con lo pseudonimo di Richard Bennett.
Il film è una parodia in chiave pornografica del fumetto di Batman. I personaggi sono volutamente grotteschi e ridicoli. La sceneggiatura è stata scritta dallo stesso Antonio D'Agostino.
È stato distribuito in home video con il titolo Klito-Bell.

## Trama
New York: un commissario si batte contro il crimine e la malavita organizzata. Ad aiutarlo nella quotidiana lotta c'è Bathman, eroe mascherato un po' impacciato, che scorrazza quotidianamente per le campagne a bordo di uno sgangherato velocipede. Quest'ultimo proviene dal remoto pianeta Eros, pianeta presso il quale era noto con il nome di Eroticon. Nello stesso pianeta viveva anche Bathbaby, nota, invece, con il nome di Klito Bell. Entrambi erano conosciuti nel pianeta per le loro eccellenti doti sessuali. Ma dopo essersi recati sulla Terra avevano definitivamente messo da parte la loro prerogativa all'amore per battersi esclusivamente contro il crimine. Quindi il signore del pianeta Eros, sconcertato da ciò, invia Elios sulla Terra per far redimere i due improvvisati eroi.
Nel frattempo la delinquenza impera nella metropoli americana: giovani donne vengono violentate da misteriosi criminali assoldati dal Poker. Il commissario viene tramutato in omosessuale grazie ad un portentoso raggio adoperato da Catwoman e la moglie dell'uomo viene anch'ella violentata (per volere del Pinguino), anche se sembrerebbe poi apprezzare. In tutte queste situazioni interviene goffamente Bathman con l'aiuto della fedele consorte.
Ma l'ordine verrà ristabilito ben presto: con un ingegnoso piano Elios farà in modo che tutti i personaggi, buoni e cattivi, si ritrovino soli in una sala (con la scusa di un invito ad una festa), verranno spogliati nudi grazie ai poteri del robot e, dopo una inevitabile orgia, metteranno da parte le loro divergenze e non saranno più nemici.

## Location
Il film è stato girato nel comune di Rignano Flaminio.

## Distribuzione
Una versione rimontata e ridotta del film, trasformato in un cortometraggio erotico, è stata distribuita in home video nei primi anni 2000 sul mercato di lingua spagnola in una delle due raccolte Batsploitation, edite dalla  Asian Trash Cinema. Questa opera raccoglieva parodie e versioni non autorizzate di film ispirati a Batman e a Batwoman.